# Antonio Rolla

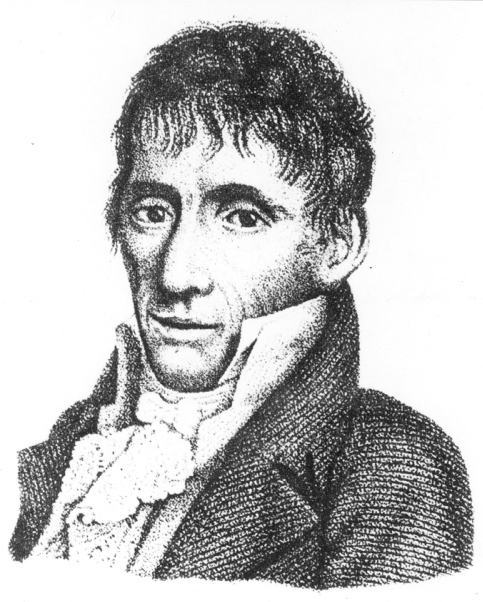
Antonio Rolla.

Antonio Rolla, född den 18 april 1798 i Parma, död den 19 maj 1837, var en italiensk violinist. Han var son till Alessandro Rolla. 
Rolla var konsertmästare vid kungliga kapellet i Dresden. Han komponerade en violinkonsert och flera rondostycken med mera.